# Giro del Lazio 1998
Il Giro del Lazio 1998, sessantaquattresima edizione della corsa, si svolse il 19 settembre 1998 su un percorso di 198 km. La vittoria fu appannaggio dell'italiano Andrea Tafi, che completò il percorso in 5h11'48", precedendo i connazionali Mirko Celestino e Marco Fincato.
Sul traguardo di Roma 53 ciclisti, su 133 partenti da Tivoli, portarono a termine la competizione.

## Ordine d'arrivo (Top 10)
| Pos. | Corridore          | Squadra                | Tempo    |
| ---- | ------------------ | ---------------------- | -------- |
| 1    | Andrea Tafi        | Mapei-Bricobi          | 5h11'48" |
| 2    | Mirko Celestino    | Team Polti             | s.t.     |
| 3    | Marco Fincato      | Mercatone Uno-Bianchi  | a 7"     |
| 4    | Daniele Nardello   | Mapei-Bricobi          | s.t.     |
| 5    | Massimo Donati     | Saeco-Cannondale       | s.t.     |
| 6    | Sandro Giacomelli  | Amore & Vita-Forzacore | a 10"    |
| 7    | Felice Puttini     | Ros Mary-Amica Chips   | s.t.     |
| 8    | Cristian Gasperoni | Amore & Vita-Forzacore | s.t.     |
| 9    | Stefano Cattai     | Ballan                 | a 14"    |
| 10   | Filippo Simeoni    | Asics-C.G.A.           | a 18"    |